# Бугульминский краеведческий музей
Бугульминский краеведческий музей — музей исторического профиля, один из старейших музеев в Республике Татарстан. Основан 1929 года в Бугульме, расположен в двух особняках, построенных в конце XIX века. Один из особняков принадлежал надворному советнику А. Ф. Елачину, другой — купцу Ф. Д. Климову.
Был открыт 1 октября 1929 года как санитарно-просветительское учреждение при горздравотделе, с выделением краеведческого отдела. В 1933 году передан в ведение политотдела Бугульминской МТС. В годы Великой Отечественной войны музей был закрыт, в нём размещался детский дом. С 1946 года музей восстанавливается, его собрание пополняется новыми экспонатами, создаётся отдел истории советского периода.
Сегодня экспозиция музея расположена в 7 залах и отражает историю города с момента первого упоминания о нём в 1736 году до наших дней. Собрание музея включает в себя коллекции предметов быта и этнографии, оружия XVI—XX веков, произведений прикладного искусства, фотографий и документов по истории города.
В выставочном зале музея проходят выставки картин художников Республики Татарстан, передвижные и фондовые выставки.
В 2011 и 2014 годах музей стал обладателем гранта Правительства Республики Татарстан в поддержку творческих коллективов.